# Carlo Cavagnoli
Carlo Cavagnoli (Milano, 21 febbraio 1907 – Taleggio, 20 luglio 1990) è stato un pugile italiano, medaglia di bronzo nei pesi mosca ai Giochi olimpici di Amsterdam 1928.

## Biografia

### Dilettante
Da dilettante, dopo essersi aggiudicato il Campionato italiano nel 1928 a Milano, fu designato a rappresentare l'Italia ai Giochi olimpici di Amsterdam 1928. Vinse la medaglia di bronzo cedendo ai punti in semifinale all'ungherese Antal Kocsis e vincendo la finale per il terzo posto contro il sudafricano Baddie Lebanon.

### Professionista
Passò professionista nel 1929. Conseguì la prima sconfitta all'undicesimo match nel vano tentativo di conquistare il titolo italiano dei pesi mosca contro Vincenzo Savo. Dopo due doppi confronti con Ottavio Gori e Vincenzo Savo, senza titolo in palio, nella primavera del 1931 si trasferì all'estero. Combatté soprattutto a Parigi, con mediocri risultati. 
Tra la seconda metà del 1931 sino a tutto il 1933, Cavagnoli rientrò in Italia soltanto tre volte per combattere per il titolo italiano. L'8 febbraio 1933, essendo il titolo vacante, affrontò nuovamente Ottavio Gori a Milano e lo sconfisse ai punti, aggiudicandosi la cintura. Il 21 aprile 1934 lo mantenne fermando sul pari Edelweiss Rodriguez. Lo perse ai punti dai pugni di Enrico Urbinati, l'8 dicembre successivo.
Tra il 1935 e il 1936 fece alcune apparizioni saltuarie in patria, fermi restando i match combattuti all'estero. Si prese la rivincita battendo Urbinati per knock-out tecnico al 5º round ma senza titolo in palio. Il 6 maggio 1936, dopo una sconfitta ai punti con Giuliano Secchi, abbandonò il pugilato agonistico.